# DEUS
Deus (estilizado dEUS) es un grupo de música, de indie rock y art rock, de Amberes, Bélgica, formado actualmente por: Tom Barman, (voz y guitarra), Klaas Janzoons (violín y teclado), Mauro Pawlowski (segunda voz y guitarra), Alan Gevaert (bajo) y Stephane Misseghers (batería).

## Formación
Formado en 1991, dEUS comenzó su carrera como una banda de versiones, pero pronto comenzó a escribir su propio material. Sus influencias musicales van desde el folk y el punk hasta el jazz y el rock progresivo. Llamaron la atención por primera vez en Humo's Rock Rally de 1992, y después del lanzamiento del EP de cuatro pistas "Zea", se les ofreció un contrato de grabación con Island Records. Se convirtieron en el primer acto independiente belga en firmar con un sello internacional importante.

## Cambios en los miembros
De los miembros iniciales actualmente solo quedan Tom Barman y Klaas Janzoons. Rudy Trouvé dejó el grupo en agosto de 1995 después del disco In a Bar Under the Sea, según él debido al gran éxito que comenzaba a tener el grupo, que no le dejaba tiempo para realizar otras actividades. Su lugar lo reemplazó Craig Ward como segunda voz y guitarra del grupo hasta el año 2004, año en el que Craig abandonó el grupo siendo reemplazado por Mauro Pawloski. Stef Kamil Carlens dejó el grupo en 1996 poco antes de la salida al mercado del disco In a Bar Under the Sea, para dedicarse por completo a su grupo Zita Swoon, siendo sustituido en el bajo por Danny Mommens. Danny a su vez dejó dEUS en 2004 debido al éxito del otro grupo en el que toca con su novia Els Pynoo, Vive la Fete y fue sustituido por Alan Gevaert. Por último Jules dejó el grupo en 2002 y en su lugar se puso Stephane a la batería.

## Discografía
dEUS ha grabado hasta el momento dos EP y cinco discos de estudio:
- ZEA, EP grabado en 1993.
- My Sister, My Clock, EP grabado en 1995 con (BANG Records).(ISLAND RECORDS) volvió a editarlo para lanzarlo internacionalmente cuando el grupo firmó con la discográfica.
- Worst Case Scenario, (1994 BANG Records). (ISLAND RECORDS) volvió a sacar el disco para lanzarlo internacionalmente.
- In a Bar, Under the Sea, (1996 BANG Records e ISLAND RECORDS)
- The Ideal Crash, (1999 ISLAND RECORDS)
- Pocket Revolution, (2005 V2 RECORDS)
- Vantage Point, (2008 V2 RECORDS)
- Keep You Close, (2011)
- Following Sea, (2013)
- How to Replace it, (2023)

## Curiosidades
Tom Barman, Craig Ward y Danny Mommens tocaban juntos en el grupo tENERIFE antes de formar dEUS. Rudy Trouvé, Craig Ward y Mauro Pawlowski tocan juntos en el grupo The Lovesustitutes.
Rudy, Craig y Stef Kamil Carlens formaron además el grupo Kiss My Jazz. Rudy Trouvé aparece disfrazado de policía en el videoclip Instant Street aunque ya no formaba parte del grupo. Stef Kamil Carlens realiza la segunda voz en varias canciones del disco Pocket Revolution.
Tom Barman grabó un disco en el 2003 junto con Guy Van Nueten, Tom Barman and Guy Van Nueten Live, en el que tocan 7 temas de dEUS en versión acústica.